# Роксі Рокер
Роксі Альберта Рокер (англ. Roxie Albertha Roker; 28 серпня 1929 — 2 грудня 1995) — багамсько-американська акторка, найвідоміша за роллю Хелен Вілліс у ситкомі Джеферсони (1975-1985) на каналі CBS, перший серіал про міжрасову пару, що його показали на телебаченні у прайм-тайм. Мати рок-виконавця Ленні Кравіца і бабуся акторки Зої Кравіц.

## Дитинство та юність
Рокер народилася в Маямі, штат Флорида. Її мати, Бессі (уроджена Мітчел), походила з Джорджії та працювала прислугою, а її батько, Альберт Рокер, був уродженцем Багамських островів і працював вантажником. Вона виросла в Брукліні, Нью-Йорк.

## Кар'єра
Рокер найвідоміша своєю роллю Хелен Вілліс у серіалі Джеферсони. Вона почала свою професійну кар'єру з Negro Ensemble Company і стала успішною акторкою. Виграла премію «Обі» в 1974 році і була номінована на премію Тоні за роль Метті Вільямс в постановці The River Niger. Була репортером на каналі WNEW-TV у Нью-Йорку в 1970-х роках. Також Рокер з'являлася в головних ролях у багатьох американських телевізійних шоу протягом 1970-1990-х років, в тому числі "Stone in the River" з Хелом Міллером у головній ролі для NBC, Punky Brewster, Hangin' with Mr. Cooper, A Different World, Murder, She Wrote, The Love Boat, 227 та Beat the Clock. Вона також зіграла роль в телевізійному мінісеріалі «Коріння» і в фільмі Claudine. Рокер була також дитячим адвокатом, призначеним містом Лос-Анджелес для громадських робіт.

## Особисте життя
Рокер закінчила Університет Говарда, де була членом гуртка Альфа Каппа Альфа. Вона вийшла заміж за телевізійного продюсера Сая Кравіца в 1962 році. До їх розлучення в 1985 році у пари народився син Ленні Кравіц (народився 26 травня 1964). Рокер була бабусею актриси Зої Кравіц і двоюрідною сестрою Ала Рокера, ведучого новин на NBC.

## Смерть
Рокер померла в Лос-Анджелесі, штат Каліфорнія, 2 грудня 1995 року від раку молочної залози у віці 66 років.

## Фільмографія
- Change at 125th Street (1974)
- Claudine (1974)
- Roots (1977)
- Billy: Portrait of a Street Kid (1977)
- The Bermuda Triangle (1979)
- Making of a Male Model (1983)
- Амазонки на Місяці (1987)
- Penny Ante: The Motion Picture (1990)